# Khabour
Pour les articles homonymes, voir Habur.
Le Khabour (en arabe : خابور / ḵābūr ; en kurde : Xabûr ; en syriaque : ܚܒܘܪ ; en turc : Habur ; en grec ancien : Χαβώρας / Khabṓras, aussi transcrit Chaboras ; en latin : Chabura) est une rivière de 320 km de long qui prend sa source dans le Sud-Est de la Turquie. Son cours pénètre en Syrie à une quinzaine de kilomètres au nord-est de Ras al-Aïn et traverse l'Est du pays où elle rencontre la Jaghjagh à Hassaké avant de se jeter dans l'Euphrate à Al-Busayrah.

## Géographie
La rivière Khabur constitue le principal affluent pérenne de l'Euphrate en Syrie. Bien que le Khabur prenne sa source en Turquie, les sources karstiques situées autour de Ras al-Ayn représentent l'apport hydrique principal de la rivière. Plusieurs oueds importants confluent avec le Khabur au nord d'Al-Hasakah, formant ensemble ce que l'on appelle le Triangle du Khabur, ou région du Haut-Khabur. Du nord au sud, les précipitations annuelles dans le bassin du Khabur diminuent de plus de 400 mm à moins de 200 mm. Cette configuration a fait de la rivière une source d'eau vitale pour l'agriculture à travers l'histoire. La rivière Khabour, avec ses différentes branches, est un petit cours d'eau. Durant la plus grande partie de l'année, la rivière est en fait un oued à sec.[réf. nécessaire]

## Histoire
Dans l'Antiquité, d'importants sites préhistoriques, tels que Tell Halaf, Tell Brak, Chagar Bazar, Urkish, Tell Mashnaqa et Tell Tuneinir ont été découverts dans le bassin du Khabour et de la Jaghjagh.
Il s'agit, entre autres, des sites de Wassukanni et Taidu, capitales du grand royaume hourrite de Mittani.